# Tođevac
Tođevac (cyr. Тођевац) – wieś w Bośni i Hercegowinie, w Republice Serbskiej, w gminie Foča. W 2013 roku liczyła 8 mieszkańców.